# Nick Gillain
 (avril 2018).
Si vous disposez d'ouvrages ou d'articles de référence ou si vous connaissez des sites web de qualité traitant du thème abordé ici, merci de compléter l'article en donnant les références utiles à sa vérifiabilité et en les liant à la section « Notes et références ».
Nick Gillain est un auteur ayant participé à la Guerre d'Espagne, dans les Brigades internationales. Il a établi la participation d'André Marty à la condamnation et à l'exécution du commandant Delesalle, de la XIVe brigade (« la Marseillaise »), qui fut injustement accusé de traîtrise. Selon certaines informations, Gillain, revenu en Belgique, se serait engagé au cours de la Seconde Guerre mondiale dans la Légion Wallonie, formée en 1941 par les fascistes belges pour combattre sur le front de l’Est auprès de l’armée allemande. Le fait qu’on ne relève plus trace de lui après cela peut laisser supposer qu’il y aurait trouvé la mort.

## Ouvrages
- Le Mercenaire : carnet de route d'un combattant rouge, Fayard, 1938
- Le Mercenaire : carnet de route d'un brigadiste dans la Guerre d'Espagne, Interfolio Livres, 2018